# Mednarodna enciklopedija enotne znanosti
Mednarodna enciklopedija enotne znanosti (v izvirniku angleško International Encyclopedia of Unified Science) je nedokončana zbirka znanstvenih publikacij, ki s svojimi začetki datira v leto 1938. Izdajati jo je začel Dunajski krožek pod vodstvom Moritza Schlicka, z namenom, da bi pod enim naslovom zbrali vsa dela, ki zadevajo logiko, zgodovino ter sociologijo znanosti. Izdan je bil le prvi odsek Temeljev enotne znanosti, ki sestoji iz devetnajstih monografij, izdanih med letoma 1938 in 1969.

## Letnik I
Encyclopedia and Unified Science (FUS I-1)

Otto Neurath, Niels Bohr, John Dewey, Bertrand Russell, Rudolf Carnap in Charles Morris
Foundations of the Theory of Signs (FUS I-2)

Charles Morris
Foundations of Logic and Mathematics (FUS I-3)

Rudolf Carnap
Linguistic Aspects of Science (FUS I-4)

Leonard Bloomfield
Procedures of Empirical Science (FUS I-5)

Victor F. Lenzen
Principles of the Theory of Probability (FUS I-6) 

Ernest Nagel
Foundations of Physics (FUS I-7) 

Philipp Frank
Cosmology (FUS I-8) 

E. Finlay-Freundlich
Foundations of Biology (FUS I-9) 

Felix Mainx
The Conceptual Framework of Psychology (FUS I-10) 

Egon Brunswik

## Letnik II
Foundations of the Social Sciences (FUS II-1)

Otto Neurath
The Structure of Scientific Revolutions (FUS II-2)

Thomas S. Kuhn
Science and the Structure of Ethics (FUS II-3)

Abraham Edel
Theory of Valuation (FUS II-4)

John Dewey
The Technique of Theory Construction (FUS II-5)

Joseph H. Woodger
Methodology of Mathematical Economics and Econometrics (FUS II-6) 

Gerhard Tintner
Concept Formation in Empirical Science (FUS II-7) 

Carl G. Hempel
The Development of Rationalism and Empiricism (FUS II-8) 

George De Santillana, Edgar Zilsel
The Development of Logical Empiricism (FUS II-9) 

Jørgen Jørgensen
Bibliography and Index (FUS II-10) 

Herbert Feigl, Charles Morris